# Calabrien
| Systeem Periode                           | Serie Tijdvak | Subserie | Etage Tijdsnede | Ouderdom (Ma)   |
| ----------------------------------------- | ------------- | -------- | --------------- | --------------- |
| Kwartair                                  | Holoceen      | Boven    | Meghalayen      | 0 - 0,0042      |
| Kwartair                                  | Holoceen      | Midden   | Northgrippien   | 0,0042 - 0,0082 |
| Kwartair                                  | Holoceen      | Onder    | Greenlandien    | 0,0082 - 0,0117 |
| Kwartair                                  | Pleistoceen   | Boven    | Boven           | 0,0117 - 0,126  |
| Kwartair                                  | Pleistoceen   | Midden   | Chibaien        | 0,126 - 0,781   |
| Kwartair                                  | Pleistoceen   | Onder    | Calabrien       | 0,781 - 1,80    |
| Kwartair                                  | Pleistoceen   | Onder    | Gelasien        | 1,80 - 2,58     |
| Neogeen                                   | Plioceen      | Plioceen | Piacenzian      | ouder           |
| Indeling van het Kwartair volgens de ICS. |               |          |                 |                 |

Het Calabrien is in de internationaal gebruikte geologische tijdschaal van de ICS een etage of tijdsnede in het Pleistoceen. De ondergens ligt volgens de tijdschaal van de ICS op  1.80 Ma (miljoen jaar geleden), de bovengrens op 781 ka. Het Calabrien volgt op het Gelasien en wordt opgevolgd door het Ionien. 

## Stratigrafie
De basis van het Calabrien ligt pal boven de top van de polariteitschronozone C2n (ook bekend onder de naam Olduvai), daar vlak boven begint de biozone CN13, die gebaseerd is op het voorkomen van fossielen van kalkige soorten plankton. De basis van het Calabrien ligt vlak bij het uitsterven van nannoplankton Discoaster brouweri, het eerste voorkomen van Gephyrocapsa spp. en het uitsterven van Globigerinoides extremus.
De top van het Calabrien is per definitie de basis van het Midden-Pleistoceen. Deze ligt bij de omkering van het aardmagnetisch veld tussen de magnetische tijdperken Matuyama en Brunhes 781 duizend jaar geleden.

### Correlatie
In Noordwest-Europa is een gedetailleerdere alternatieve tijdschaal in gebruik voor het Pleistoceen, gebaseerd op Nederlandse en Belgische stratigrafie. Het Calabrien correleert met de etages Eburonien, Waalien, Menapien, Bavelien en het onderste deel van het Cromerien uit deze tijdschaal.